# Budzieszowice
Budzieszowice (do 1945 niem. Bauschdorf) – wieś w Polsce położona w województwie opolskim, w powiecie nyskim, w gminie Łambinowice. 
Przez miejscowość przebiega droga wojewódzka nr 406.
W miejscowości jest przystanek kolejowy Budzieszowice.

## Nazwa
Polską nazwę Budziszowice w miejsce niemieckiej Bauschdorf wprowadzono oficjalnie 16 grudnia 1946 roku. 1 stycznia 1997 roku zmieniono nazwę na Budzieszowice.

## Historia
Na kartach pisanej historii Budzieszowice, po raz pierwszy pojawiają się 3 lipca 1284 roku, jako Budissovici w dokumencie sporządzonym w Otmuchowie, przez kancelarię biskupią, w którym biskup wrocławski Tomasz II nakazuje Henrykowi IV Probusowi, poprzez zakonników Lamberta z Kamieńca i Tylemanna z Naumburga, restytucję (zwrot) kilku wsi, wśród nich właśnie Budzieszowic. W podobnym tonie utrzymany jest dokument z 11 lutego 1285 roku, sporządzony również w Otmuchowie, w którym Budzieszowice wymienia się jako Budissoviz. W sporządzonym w latach 1303 – 1306, za czasów biskupa Henryka z Wierzbna, spisie uposażeń diecezji wrocławskiej, znanym jako Rejestr Nyski (łac. Registrum Nissense), wieś zapisana została jako Budessovitz. Następne wzmianki pochodzą między innymi z 1373 roku, gdzie wspomina się o Buduschowicz oraz rok później o Budeschowicz. Do 28 lipca 1936 roku wieś funkcjonuje pod nazwą Bauschwitz, po tej zaś dacie, do końca drugiej wojny światowej jako Bauschdorf.
Początkowo wieś podlegała biskupiemu księstwu nyskiemu, a tym samym biskupom wrocławskim. W roku 1788 właścicielem wsi była Eleonora Freiin von Vogt, z domu von Schlegenberg, a w roku 1818 jako właściciel wsi wymieniany jest kupiec Hoffman z Brzegu. Od roku 1842 Budzieszowice stają się własnością Carla Grafa von Strachwitz, który nabył je w wymienionym już roku za sumę 43 000 talarów. W 1847 roku za sumę 39 000 talarów, wieś odkupuje Oscar Christ, a następnie porucznik Rehmet. W 1850 roku w Budzieszowicach wybudowano kościół pod wezwaniem Narodzenia Maryi Panny, aż do 1985 roku będzie on świątynią filialną należącą do parafii pod wezwaniem św. Marcina w Jasienicy Dolnej. W roku 1862 wieś znowu zmienia właściciela i staje się własnością Stephana Eigenthumera.
Dobra Budzieszowickie (obszar dworski – niem. Gutsbezirk) liczyły przed 1830 rokiem 655 mórg ziemi, z czego 11 mórg stanowił ogród, 574 morgi rola, 61 mórg łąki i pastwiska, a tylko 9 mórg tereny leśne. Wieś natomiast zajmowała obszar 1157 mórg, z czego 43 morgi to ogrody, 1055 mórg rola, 57 mórg łąki i 2 morgi lasy. Budzieszowice liczyły wówczas 13 gospodarstw kmiecych, 18 ogrodników i 9 zagród chałupniczych. Z tego okresu wymieniany jest wiatrak- młyn a także jednoklasowa szkoła licząca 71 uczniów zlikwidowana w roku 1997. W 1873 roku we wsi funkcjonowała cegielnia. W 1894 roku mieszkańcy wsi podlegali Sądowi Rejonowemu w Korfantowie, obsługiwał ich również tamtejszy urząd pocztowy. Powierzchnia wsi w 1925 roku wynosiła 555 ha, obecnie wieś zajmuje obszar 576 ha co stanowi 4,6% powierzchni gminy Łambinowice. Jest to wieś typowo rolnicza. Grunty rolne zajmują 531 ha i stanowią 93% powierzchni wsi.

## Populacja wsi
- 1855 rok - 374 osoby,
- 1861 rok - 348 osób (wszyscy katolicy),
- 1885 rok – 355 osób,
- 1910 rok – 354 osoby,
- 1925 rok - 387 osób (w tym 3 ewangelików),
- 1933 rok – 347 osób,
- 1939 rok – 334 osoby,
- 2005 rok – 352 osoby.